# Мравинце
Мравинце су насељено место у саставу града Солина, Сплитско-далматинска жупанија, Република Хрватска.

## Историја
До територијалне реорганизације у Хрватској налазиле су се у саставу старе општине Солин.

## Становништво
На попису становништва 2011. године, Мравинце су имале 1.628 становника.
| Број становника по пописима | Број становника по пописима | Број становника по пописима | Број становника по пописима | Број становника по пописима | Број становника по пописима | Број становника по пописима | Број становника по пописима | Број становника по пописима | Број становника по пописима | Број становника по пописима | Број становника по пописима | Број становника по пописима | Број становника по пописима | Број становника по пописима | Број становника по пописима |
| --------------------------- | --------------------------- | --------------------------- | --------------------------- | --------------------------- | --------------------------- | --------------------------- | --------------------------- | --------------------------- | --------------------------- | --------------------------- | --------------------------- | --------------------------- | --------------------------- | --------------------------- | --------------------------- |
| 1857                        | 1869                        | 1880                        | 1890                        | 1900                        | 1910                        | 1921                        | 1931                        | 1948                        | 1953                        | 1961                        | 1971                        | 1981                        | 1991                        | 2001                        | 2011                        |
| 197                         | 255                         | 270                         | 308                         | 407                         | 504                         | 529                         | 734                         | 740                         | 784                         | 827                         | 945                         | 936                         | 1.117                       | 1.255                       | 1.628                       |

Напомена: Исказује се као самостално насеље од 1981. настало издвајањем из насеља Сплит (град Сплит), у самостално насеље. До 1948. такође је исказивано као самостално насеље. Од 1953. до 1971. исказивано као део насеља Сплит (град Сплит).

### Попис1991.
На попису становништва 1991. године, насељено место Мравинце је имало 1.117 становника, следећег националног састава:
| Попис 1991.‍   | Попис 1991.‍  | Попис 1991.‍ | Попис 1991.‍ | Попис 1991.‍ |
| ------------- | ------------ | ----------- | ----------- | ----------- |
|               |              |             |             |             |
| Хрвати        | Хрвати       |             | 1.076       | 96,32%      |
| Срби          | Срби         |             | 17          | 1,52%       |
| Албанци       | Албанци      |             | 5           | 0,44%       |
| Југословени   | Југословени  |             | 2           | 0,17%       |
| Словенци      | Словенци     |             | 2           | 0,17%       |
| Власи         | Власи        |             | 1           | 0,08%       |
| Мађари        | Мађари       |             | 1           | 0,08%       |
| Словаци       | Словаци      |             | 1           | 0,08%       |
| Чеси          | Чеси         |             | 1           | 0,08%       |
| неопредељени  | неопредељени |             | 7           | 0,62%       |
| регион. опр.  | регион. опр. |             | 2           | 0,17%       |
| непознато     | непознато    |             | 2           | 0,17%       |
| укупно: 1.117 |              |             |             |             |